# دانیل بورک (قایقران)
دانیل بورک (انگلیسی: Daniel Burke؛ زادهٔ ۲ مهٔ ۱۹۷۴) قایقران روئینگ اهل استرالیا است.